# Магомадов, Апти
Апти́ Магома́дов (род. 16 сентября 1968) — советский, а впоследствии молдавский дзюдоист, серебряный призёр чемпионатов СССР и СНГ, призёр чемпионата Европы, чемпион Европы в командном зачёте, победитель чемпионата дружественных армий. Выступал в полусредней (до 78 кг) и средней (до 86 кг) весовых категориях. После распада СССР представлял команду Молдавии. Чеченец.

## Спортивные результаты
- Серебряный призёр чемпионата Европы 1993 года (Афины, Греция);
- 5-е место на чемпионате Европы 1994 года (Гданьск, Польша);
- 3-е место на этапе Кубка мира 1992 года (София, Болгария);
- Чемпионат СССР по дзюдо 1989 — ;
- Чемпионат СНГ по дзюдо — ;
- Чемпион Европы 1989 года (командное первенство) (Вена, Австрия);
- Чемпион Европы 1988 года среди юниоров (Вена, Австрия).